# Carlo Venturini
Carlo Venturini (Mantova, ... – ...; fl. XX secolo) è stato un calciatore e allenatore di calcio italiano, di ruolo difensore.

## Carriera
Con il Mantova disputa 32 gare nei campionati di Prima Divisione 1922-1923, Prima Divisione 1924-1925 e Prima Divisione 1925-1926. Messo in lista di trasferimento dai virgiliani nel 1927, si trasferisce alla Salernitana, dove disputa il campionato di Seconda Divisione 1927-1928 e ne diviene allenatore.
In seguito milita nella Paganese, dove rimane fino al 1930.

## Palmarès

### Giocatore

#### Competizioni nazionali
- Seconda Divisione: 1

Mantova: 1923-1924